# أرمينتو
أرمينتو (بالإيطالية: Armento) هي بلدية في مقاطعة بوتنسا في إقليم بازيليكاتا الإيطالي.

## السكان
تطور النمو السكاني لـ أرمينتو